# یولیوس برسفورد
یولیوس برسفورد (انگلیسی: Julius Beresford؛ ۲۹ ژوئن ۱۸۶۸ – ۲۹ سپتامبر ۱۹۵۹) ورزشکار روئینگ اهل بریتانیا بود.